# Tangara à épaulettes blanches
Loriotus luctuosus
Espèce
Statut de conservation UICN

LC : Préoccupation mineure
Répartition géographique
Le Tangara à épaulettes blanches (Loriotus luctuosus) est une espèce de passereaux appartenant à la famille des Thraupidae.

## Sous-espèces
- L. l. axillaris (Lawrence, 1874) – de l'est du Honduras au nord-ouest du Panama ;
- L. l. nitidissimus (Salvin, 1870) – de l'ouest du Costa Rica au sud-ouest du Panama ;
- L. l. panamensis (Todd, 1917) – du centre du Panama au nord-ouest du Pérou à l'ouest du Venezuela ;
- L. l. luctuosus (d'Orbigny & Lafresnaye, 1837) – sudest de la Colombie, sud du Venezuela, nord-est du Pérou et nordest du Brésil ;
- L. l. flaviventris (Sclater, 1856) – du nord-est du Venezuela à Trinité-et-Tobago ;

## Galerie

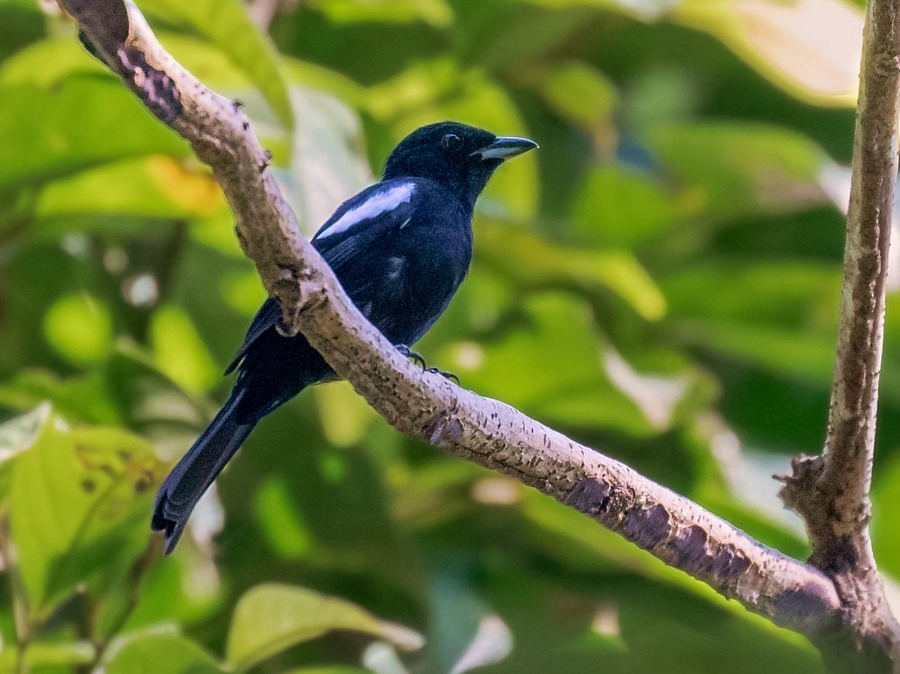
♂
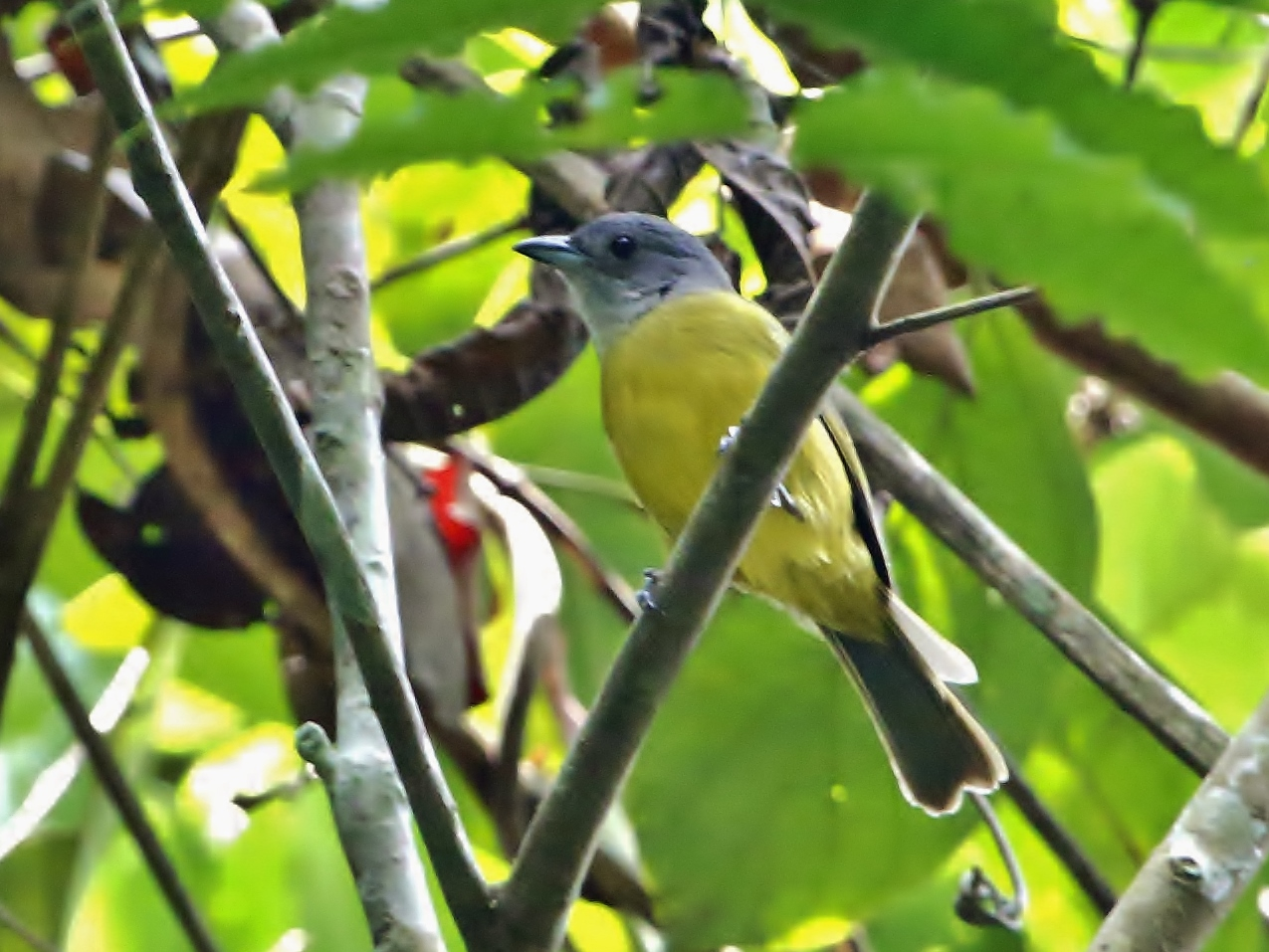
♀